# Maro
Maro és una sotsprefectura i capital del departament de Grande Sido, regió de Moyen Chari, Txad.